# سيالي
سيالي (بالإنجليزية: City of Silay) هي مدينة في الفلبين، تتبع نيغروس أوتشيدنتال، بلغ عدد سكانها 126٬930  نسمة، في 2015، تبلغ مساحتها 214٫80 كيلومتر مربع، رمزها البريدي هو 6116.

## الموقع
تشترك في الحدود مع:
- تاليساي (الفلبين)
- Enrique B. Magalona, Negros Occidental [الإنجليزية]‏.

## أعلام
- يونغ تومي
- سوني بوي جارو
- إريك جاميلي